# Ми всі вбивці
«Ми всі вбивці» (фр. Nous sommes tous des assassins) — французько-італійський драматичний фільм 1952 року, поставлений режисером Андре Каяттом. Стрічка брала участь в конкурсній програмі 5-го Каннського міжнародного кінофестивалю 1952 року, отримавши Спеціальний приз журі .

## Сюжет
Париж часів Окупації. Рене Ле Ген, молода людина, що живе у бідності в окупованій зоні з матір'ю-алкоголічкою і сестрою-повією, потрапляє до підпільників, і ті доручають йому жорстокі та небезпечні завдання.
У Францію знову повертається мир, але Ле Ген, як і раніше бідний і неписьменний, продовжує в якомусь похмурому безпам'ятті промишляти махінаціями і злочинами. Він убиває в публічних лазнях поліціянта, що прийшов його заарештувати, і його засуджують до страти на гільйотині. У відділенні смертників в'язниці Санте він знайомиться з товаришами по ув'язненню: корсиканцем, що сидить за вендету; лікарем, якого засуджено за вбивство дружини та який заперечує свою провину; дітовбивцею. Адвокат-початківець домагається помилування для Рене, перед цим прихистивши у себе його молодшого брата, який трохи не пішов тим же слизьким шляхом, що й Рене.

## У ролях
| • Марсель Мулуджі  | … | Рене Ле Ген                      |
| • Раймон Пеллегрен | … | Джино Болліні                    |
| • Антуан Бальпетре | … | доктор Альбер Дютуа              |
| • Жульєн Вердьє    | … | Боше                             |
| • Клод Лейдю       | … | Філіпп Арно                      |
| • Жаклін П'єрре    | … | Івонн Ле Ген (французька версія) |
| • Івонн Сансон     | … | Івонн Ле Ген (італійська версія) |
| • Жорж Пужулі      | … | Мішель Ле Ген                    |
| • Люсьєн Нат       | … | адвокат                          |
| • Луї Сеньє        | … | абат Руссар                      |
| • Луї Арбесьє      | … | адвокат у справах неповнолітніх  |
| • Рене Бланкар     | … | Альбер Пішон                     |
| • Жан-П'єр Греньє  | … | доктор Детуш (французька версія) |
| • Амедео Наццарі   | … | доктор Детуш (італійська версія) |
| • Андре Рейбаз     | … | панотець Симон                   |
| • Івонн де Бре     | … | тандитниця                       |
| • Анрі Вільбер     | … | Арно-батько                      |
| • Поль Франкер     | … | Леон                             |
| • Лін Норо         | … | мадам Арно                       |
| • Анук Фержак      | … | Аньєс                            |
| • Марсель Перес    | … | Маленгре                         |
| • Жульєтт Фабер    | … | мадам Сотьє                      |
| • Александр Ріньйо | … | жандарм                          |

## Знімальна група
- Автор сценарію — Шарль Спаак, Андре Каятт
- Режисер-постановник — Андре Каятт
- Продюсер — Андре Алле де Фонтен (в титрах не зазначений)
- Оператор — Жан Бургуен
- Композитор — Реймон Легран
- Монтаж — Поль Каятт
- Художник-постановник — Жак Коломб'є
- Художник по костюмах — Фердинанд Юнкер

## Навколо фільму
Існує також італійська версія (італ. Siamo tutti assassini), поставлена Андре Каяттом. У ролях — ті самі актори, лише Жана-П'єра Греньє та Жаклін П'єрре замінили Амедео Надзарі та Івонн Сансон.

## Нагороди та номінації
| Список нагород та номінацій             | Список нагород та номінацій | Список нагород та номінацій                  | Список нагород та номінацій | Список нагород та номінацій | Список нагород та номінацій |
| Кінопремія                              | Рік                         | Категорія                                    | Номінант(и)                 | Результат                   |                             |
| --------------------------------------- | --------------------------- | -------------------------------------------- | --------------------------- | --------------------------- | --------------------------- |
| 5-й Каннський міжнародний кінофестиваль | 1952                        | Гран-прі фестивалю                           | Ми всі вбивці               | Номінація                   |                             |
| 5-й Каннський міжнародний кінофестиваль | 1952                        | Спеціальний приз журі                        | Ми всі вбивці               | Перемога                    |                             |
| Премія BAFTA                            | 1954                        | Найкращий фільм з будь-якої країни (Франція) | Ми всі вбивці               | Номінація                   |                             |
| Премія BAFTA                            | 1954                        | Найкращий іноземний актор                    | Марсель Мулуджі             | Номінація                   |                             |